# Rhaphidophora spuria
Rhaphidophora spuria — вид квіткових рослин із родини Araceae, роду Rhaphidophora. Це ліана, рідним ареалом якої є Папуа Нова Гвінея, Фіджі, Самоа, Соломонові острови, Вануату.